# Ichthydium (Ichthydium) galeatum
Ichthydium (Ichthydium) galeatum is een buikharige uit de familie Chaetonotidae. Het dier komt uit het geslacht Ichthydium. Ichthydium (Ichthydium) galeatum werd in 1921 voor het eerst wetenschappelijk beschreven door Konsuloff. 